# Círcol Catòlic (Badalona)
El Círcol de Badalona és una entitat cultural, lúdica i esportiva de Badalona. És una de les entitats amb més història de la ciutat i va ser guardonada amb la Creu de Sant Jordi el 2004 i la Venus de Badalona el 2005.
El Círcol Catòlic ha tingut diferents seus socials al llarg de la seva història. Als seus inicis estava situada al camí Ral, prop de l'església de Santa Maria. Després va passar pel carrer de la Creu, destruït per una turba incendiària durant la Guerra civil espanyola. Al 1941 l'entitat es va establir al local actual situat al carrer de Sant Anastasi núm. 2.

## Fundació i orígens

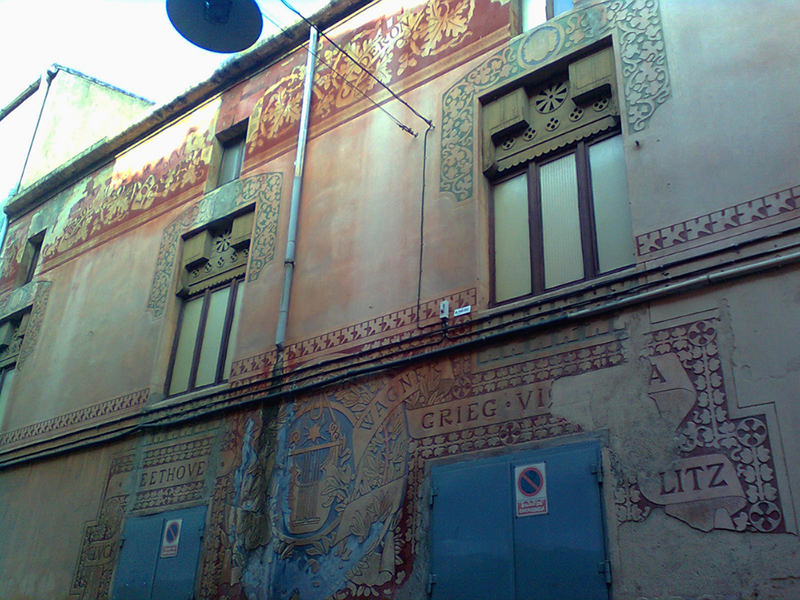
Detall de la paret de l'edifici, al carrer Sant Anastasi.

El "Círcol Catòlich" va ser fundat el 19 de març de 1879 pel doctor Josep Roca, rector de Santa Maria, i mossèn Jaume Solà i Seriol, amb la voluntat de fusionar dues entitats catòliques que ja existien a Badalona, el Círcol de Sant Josep i el Círcol Catòlic d'Obrers del Puríssim Cor de Maria. En fou el primer president Rafael Cataluppi.
Durant les primeres dècades de la història del Círcol se seguí amb una labor catòlica i evangelitzant amb seccions com: «Conferències morals», «Socors mutu» i «esbarjo». Entre altres actes que s'organitzaven cal destacar l'organització de la primera festa patronal el 29 d'agost de 1880, l'organització i participació de la processó de la parròquia de Santa Maria, conferències d'Advent i Pasqua i classes de d'ensenyament secundari. També s'organitzaren certàmens literaris en els quals participaren reconeguts escriptors i poetes de la literatura catalana i local com Jacint Verdaguer, Gaietà Soler o el doctor Baldomer Solà entre d'altres. El primer certamen literari s'organitzà l'11 d'abril de 1898 i els primers Jocs Florals l'any 1915.
L'any 1936, la seva seu al carrer de la Creu, fou incendiada i destruïda. Un cop acabada la guerra civil es va instal·lar a l'actual seu, al carrer Sant Anastasi.

## Les publicacions
Al llarg del segle xx, al Círcol s'ha publicat diverses revistes de caràcter divulgatiu i informatiu sobre les seves activitats, però també com a mitjà de comunicació de la ciutat de Badalona, entre elles Aubada: 1917-1936, amb periodicitat semestral. La revista oferia notícies sobre l'entitat, però també sobre Badalona.

## Les seccions
L'entitat nasqué com una associació religiosa, però també cultural i recreativa. Ben aviat es crearen seccions esportives, artístiques o d'esbarjo.

### Teatre

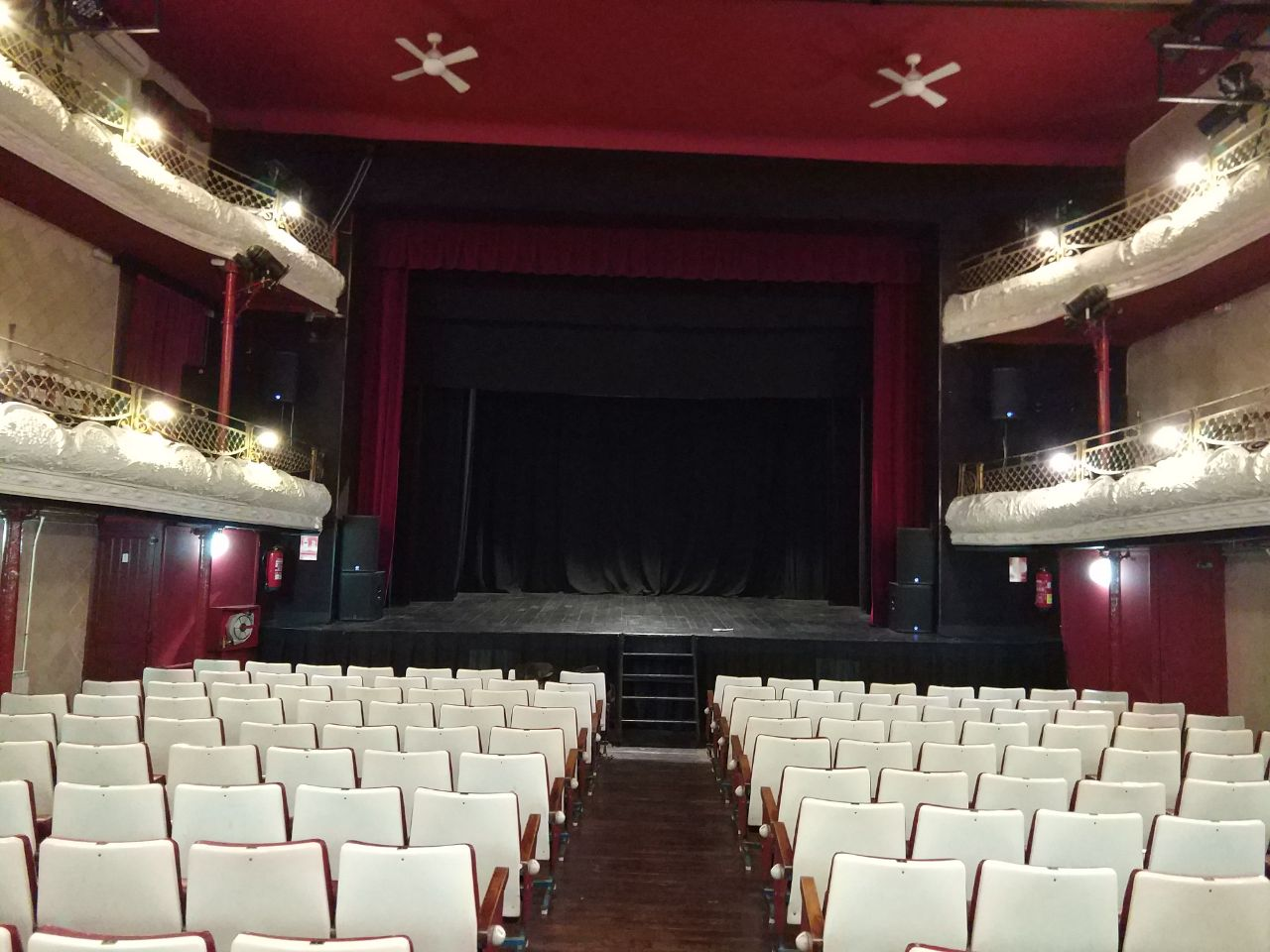
Sala de teatre d'El Círcol de Badalona

La secció dramàtica del Círcol, fou creada el mateix any que l'entitat i posava a l'abast de la societat badalonina "espais d'esbarjo honestos". Les primeres representacions d'aquesta secció eren de caràcter catòlic, i es representaven durant les festes de Quaresma i Advent.
Amb el pas del temps, la dramàtica del Círcol va anar agafant un notable relleu en l'espai d'oci de la ciutat. El 1917 la programació de festes nadalenques s'hi representava "La Rosa de Jericó" i "La adoración de los Reyes", entre d'altres. La incorporació de la popular obra de Josep Maria Folch i Torres a finals dels anys vint, "Els Pastorets o l'adveniment de l'infant Jesús" ha marcat des de llavors una tradició per moltes famílies badalonines que assisteixen cada any, per Nadal, Sant Esteve o la diada de Reis al Círcol.
Amb el pas del temps les obres van anar modulant-se als nous temps i nous corrents dramàtics sense deixar de representar les obres de caràcter religiós. L'any 1952 es van unir la secció femenina –creada després de la guerra- i masculina. Des de l'any 1981 el Círcol organitza un Concurs de Teatre Amateur, concedint el Premi Enric Borràs. A partir de l'any 1985 el concurs es va institucionalitzar i amb la col·laboració de l'Ajuntament de Badalona passà a anomenar-se Concurs de Teatre Amateur Ciutat de Badalona Premi Enric Borràs.
Actualment la secció de teatre la formen uns 50 actors i actrius tots ells amateurs i representen al voltant de cinc obres cada temporada. També s'organitzen cada any tallers de teatre adreçats als nens entre 9 i 18 anys. La secció col·labora amb el centre d'arts escèniques de Badalona cada any en el muntatge d'una obra de teatre amb totes les Entitats amateurs de Badalona, així mateix en les festes de Sant Anastasi co-patró de la ciutat col·labora en la passada del Sant amb la representació del "Ball parlat del baró de Maldà"

### Escacs
L'any 1927 s'inaugurà la Secció d'Escacs, dos anys més tard de la creació de la Federació Catalana d'Escacs. El Círcol fou un dels primers llocs on es practicà aquest esport a Badalona. Actualment la secció participa en el Campionat de Catalunya d'equips. Per la secció hi han passat jugadors remarcables com el Mestre Nacional d'Espanya Jaume Lladó Lumbera, diversos cops campió de Catalunya.

### Bàsquet
Va ser fundada l'any 1941. Va competir a la màxima categoria del Campionat de Catalunya durant diverses temporades entre els anys 40 i 50. (1944-45), on romangué fins a l'any 1952. A la temporada 1972-73 va ascendir a la primera divisió de la lliga espanyola, on s'hi va estar fins a l'any 1983. També va competir a Europa, disputant la Copa Korac, en la que va arribar a ser semifinalista.

### Esplai
El Círcol creà una secció d'Excursionisme, que organitzava excursions pels seus socis a finals dels anys 50. Aquestes eren molt populars i aconseguien mobilitats més de 150 persones. Amb el temps aquesta secció va anar creixent, i apostar per oferir activitats pels més petits organitzant colònies a Campàs, al Montseny amb un gran èxit. El curs 1970-71, es va apostar pels moviments juvenils i es creà el Club d'esplai. i que es federà al "Moviment de Centres d'Esplai de Vacances de Càrites Diocesana de Barcelona". El 1982 es va agrupar dins d'"Esplais Catalans". Avui en dia aquell Club d'esplai s'anomena Xirusplai.

### Esbart
L'any 1970 es creà la secció d'Esbart Albada, que es va dissoldre el 1998.